# Restwasser (Betonherstellung)
Als Restwasser wird bei der Herstellung und beim Recycling von Beton Wasser bezeichnet, das Feinstoffe und dabei vor allem Zementkörner enthält.
Die Feinstoffe im Restwasser haben in der Regel einen Durchmesser kleiner als 0,25 mm, und ihre Konzentration schwankt in Abhängigkeit von der Herkunft des Restwassers. Restwasser fällt z. B. beim Auswaschen von Betonmischanlagen, Fahrmischern, Betonpumpen usw. an. Vor allem beim Recycling von Frischbetonresten fallen größere Mengen Restwasser an, da die Gesteinskörnung des überschüssigen Betons mit Wasser herausgewaschen wird.
Restwasser darf gemäß der Norm DIN EN 1008 als Zugabewasser verwendet bzw. frischem Zugabewasser beigemengt werden. Die Feinanteile im Restwasser müssen dann bei der Mischungsberechnung berücksichtigt werden. Für Betone mit besonderen Anforderungen, wie z. B. hochfeste oder Luftporenbetone, darf kein Restwasser verwendet werden. Bei der Herstellung von Sichtbetonbauteilen wird empfohlen, auf Betone mit Restwasser zu verzichten.